# ظرب بن حسان
ظرب بن حسان بن أذينة بن السميدع العمليقي  ملك من ملوك العرب في الجاهلية. كانت له بادية الشام. وفي أيامه نزلت قبائل من قضاعة بلاد الشام، قادمة من تهامة، فأنزلهم بالقرب من البلقاء. وهو جد الزباء.